# Amherstdale-Robinette
Amherstdale-Robinette és una concentració de població designada pel cens dels Estats Units a l'estat de Virgínia de l'Oest. Segons el cens del 2000 tenia 1.785 habitants.

## Demografia
Segons el cens del 2000, Amherstdale-Robinette tenia 1.785 habitants, 677 habitatges, i 519 famílies. La densitat de població era de 38,7 habitants per km².
Dels 677 habitatges en un 32,9% hi vivien nens de menys de 18 anys, en un 61,4% hi vivien parelles casades, en un 11,4% dones solteres, i en un 23,3% no eren unitats familiars. En el 21,1% dels habitatges hi vivien persones soles el 9,6% de les quals corresponia a persones de 65 anys o més que vivien soles. El nombre mitjà de persones vivint en cada habitatge era de 2,62 i el nombre mitjà de persones que vivien en cada família era de 3,03.
Per edats la població es repartia de la següent manera: un 22,8% tenia menys de 18 anys, un 10,5% entre 18 i 24, un 28,1% entre 25 i 44, un 27,2% de 45 a 60 i un 11,4% 65 anys o més.
L'edat mediana era de 39 anys. Per cada 100 dones de 18 o més anys hi havia 89 homes.
La renda mediana per habitatge era de 28.512 $ i la renda mediana per família de 38.424 $. Els homes tenien una renda mediana de 35.500 $ mentre que les dones 15.000 $. La renda per capita de la població era de 15.024 $. Entorn del 18,5% de les famílies i el 23,3% de la població estaven per davall del llindar de pobresa.

## Poblacions properes
El següent diagrama mostra les poblacions més properes.